# 26 Canis Majoris
26 Canis Majoris (26 CMa) è una stella della costellazione del Cane Maggiore di magnitudine apparente +5,90. Dista 827 anni luce dal sistema solare.

## Caratteristiche fisiche
La stella è classificata di tipo B2IV/V, come subgigante azzurra o di sequenza principale, a seconda delle fonti prese in considerazione. Con una massa 5,5 volte quella del Sole ed un raggio 3,3 volte superiore, brilla con una luminosità pari a 1000 volte quella del Sole.. La stella è una variabile a lungo periodo secondo il General Catalogue of Variable Stars, tuttavia è classificata più precisamente, dall'AAVSO, come stella B lentamente pulsante (SPB) con una fluttuazione di 0,03 magnitudini della sua luminosità, ricevendo, in quanto variabile, la designazione di MM Canis Majoris
La variabilità della stella dipende dalla distribuzione non omogenea di elementi come elio e silicio sulla superficie stellare; esistono regioni povere di silicio vicino all'equatore e al contrario zone ricche di questo elemento vicino ai poli. Per quanto riguarda l'elio, è presente una macchia vicino all'equatore circondata da una zona povera di questo elemento.